# Konrad Kyeser
Konrad Kyeser, né le 26 août 1366 à Eichstätt et mort après 1405, est un ingénieur militaire allemand, théoricien des machines de guerre et auteur d’un ouvrage qui porte le nom de Bellifortis.
Il est considéré comme le premier ingénieur de la Renaissance à avoir laissé une œuvre technique bien établie. L’autorité de Kyeser comme ingénieur fut si grande que son ouvrage, qui connut une véritable édition, fut à la base de la science des machines pendant plus d’un siècle et encore reproduit en plein XVIe siècle.

## Éléments biographiques
Le personnage est difficile à situer et les éléments de sa biographie ne sont connus qu’à partir de son propre texte. Konrad Kyeser est né à Eichstätt, petite ville de la Franconie bavaroise, entre Munich et Nuremberg ; il serait issu d’une famille noble. À partir de 1396, les circonstances politiques et militaires l’obligent à se réfugier dans les montagnes de Bohême. Nous savons qu’il vit encore en 1405, date à laquelle il rend hommage de son ouvrage au roi Ruprecht de Palatinat.
Il est probable que Kyeser fut un soldat. Il cite certains de ses prédécesseurs, surtout Végèce et déclare avoir été en relations avec les principaux souverains et princes d’Allemagne, de Bohême, d’Autriche, de Bavière et même du nord de l’Italie. Kyeser témoigne quelques sympathies à Wenceslas de Bohême, déplore la défaite de Sigismond de Hongrie contre les Turcs (1395), cite François de Carrare qui fut l’un des grands hommes de guerre de son temps. La bataille de Nicopolis (1396) est le seul événement qui soit mentionné dans le texte de l’ouvrage.

## Le Bellifortis

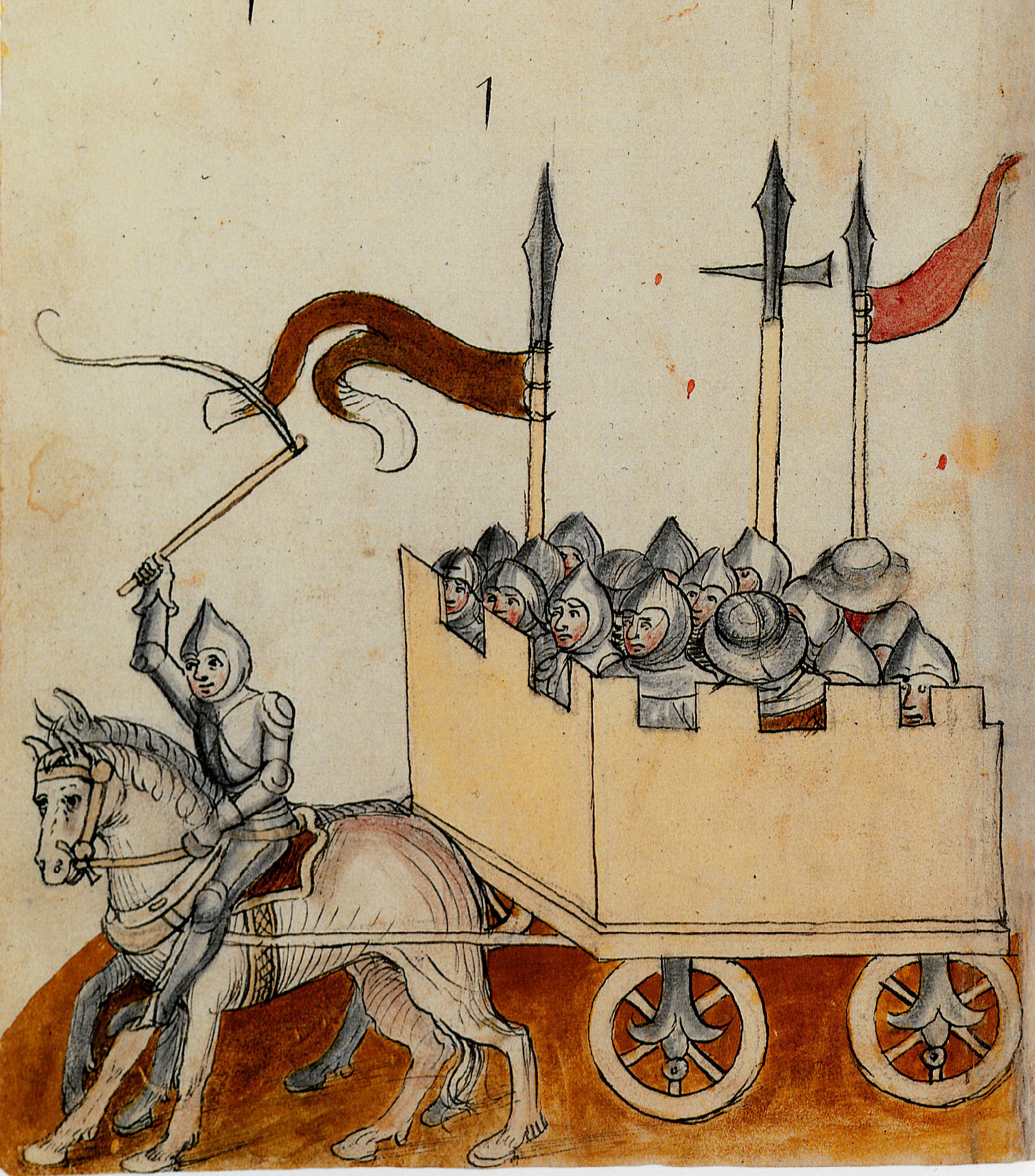
Chariot militaire
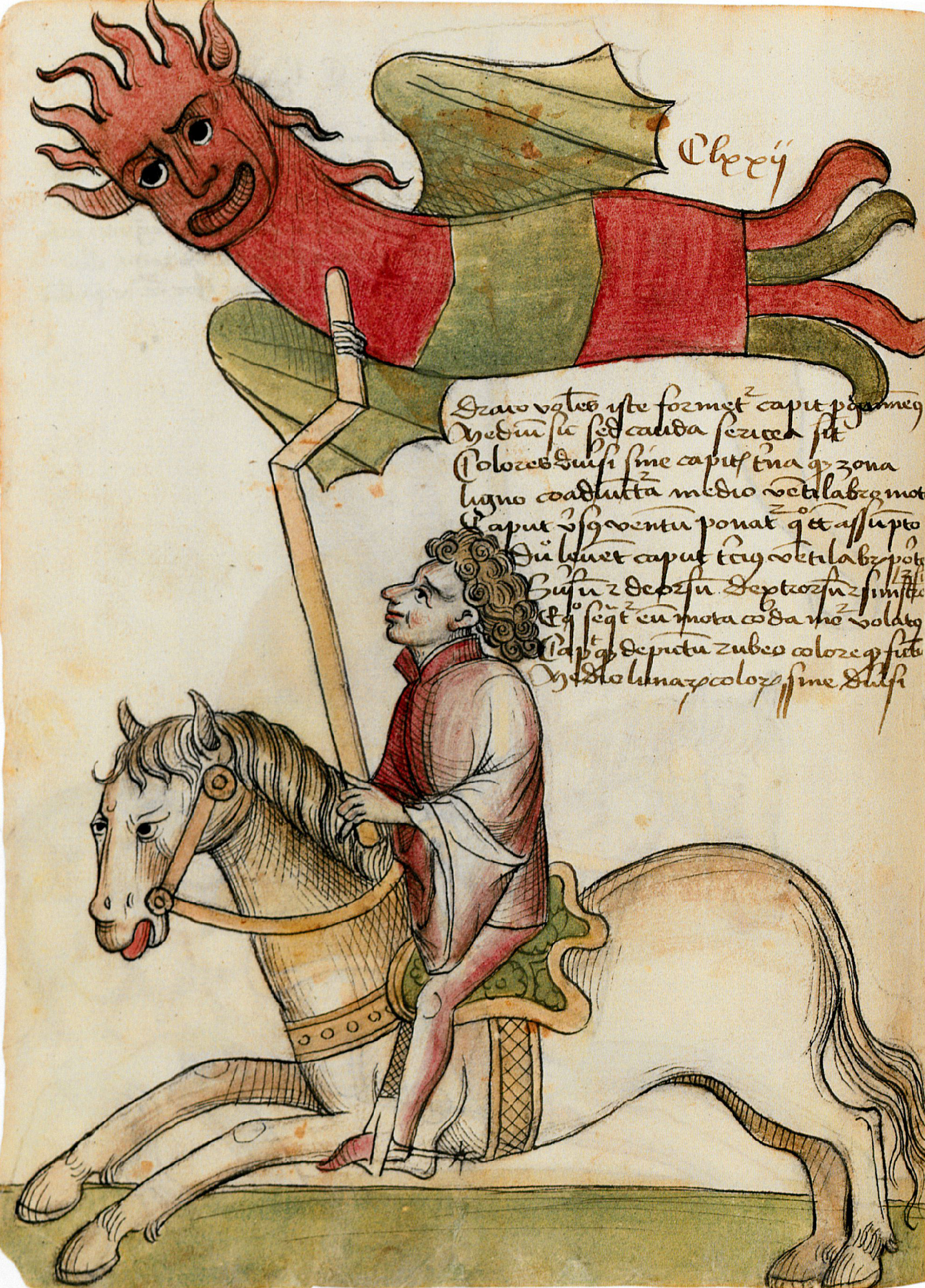
Cavalier au cerf-volant
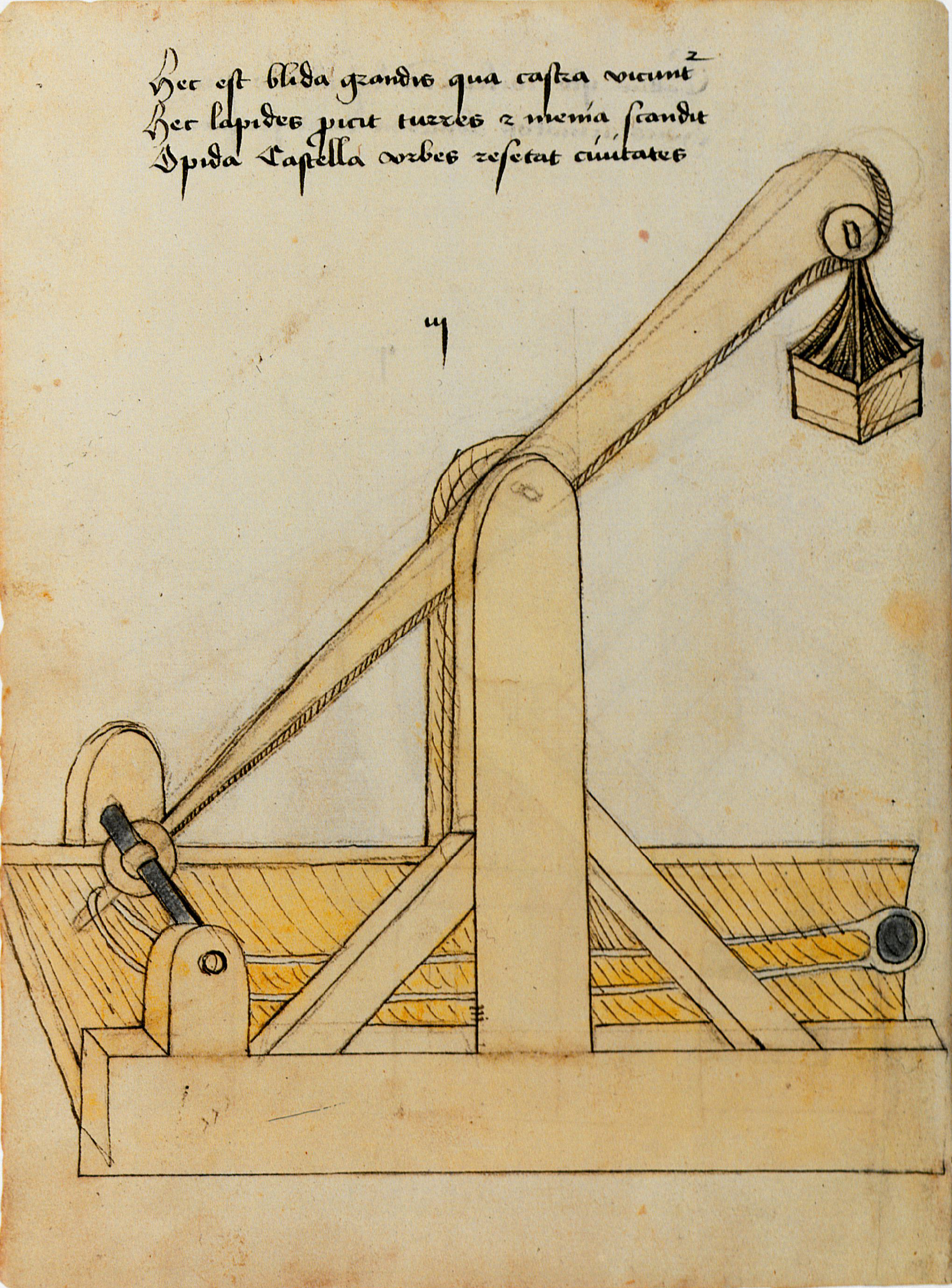
Trébuchet
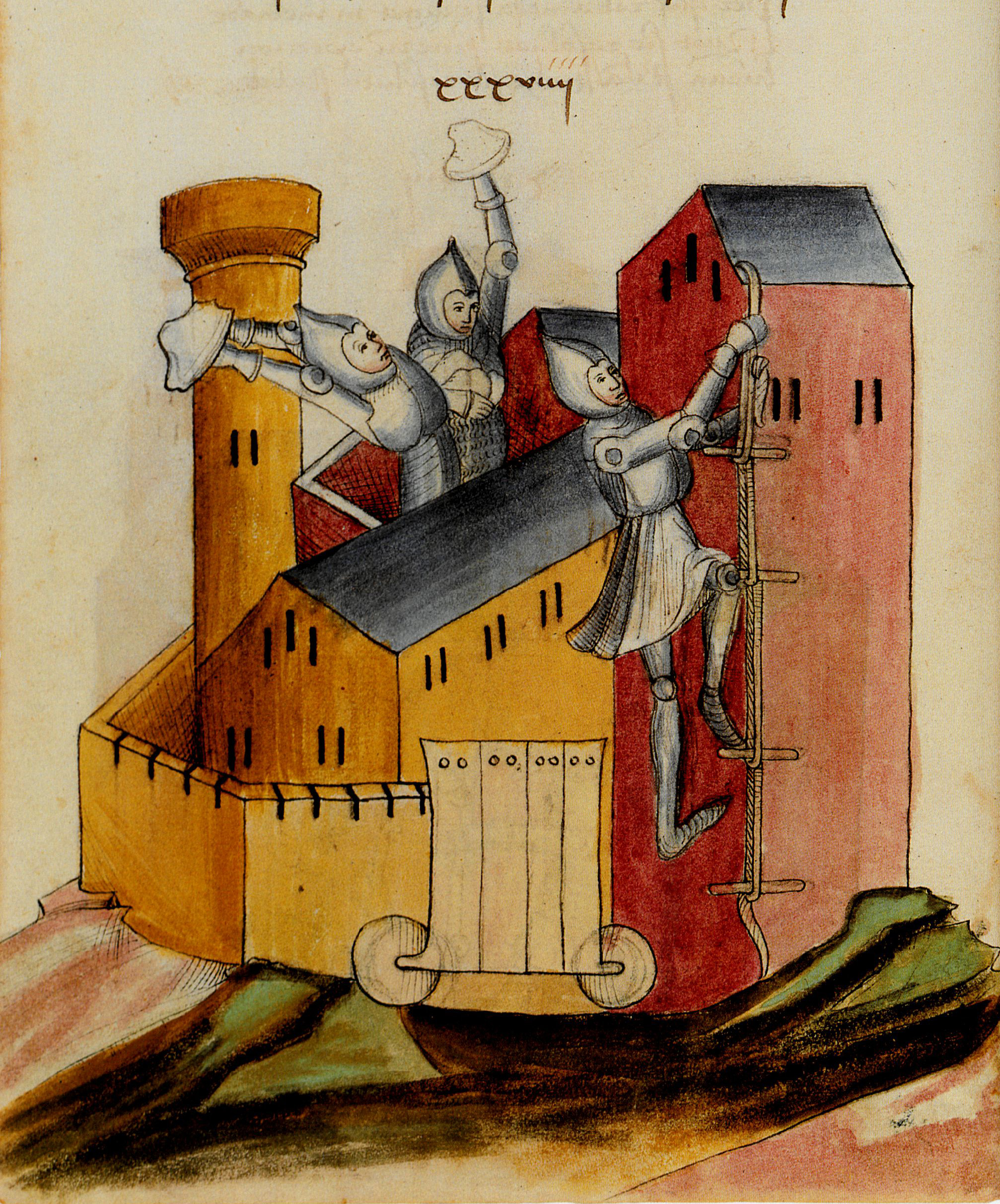
Assaut d'un château
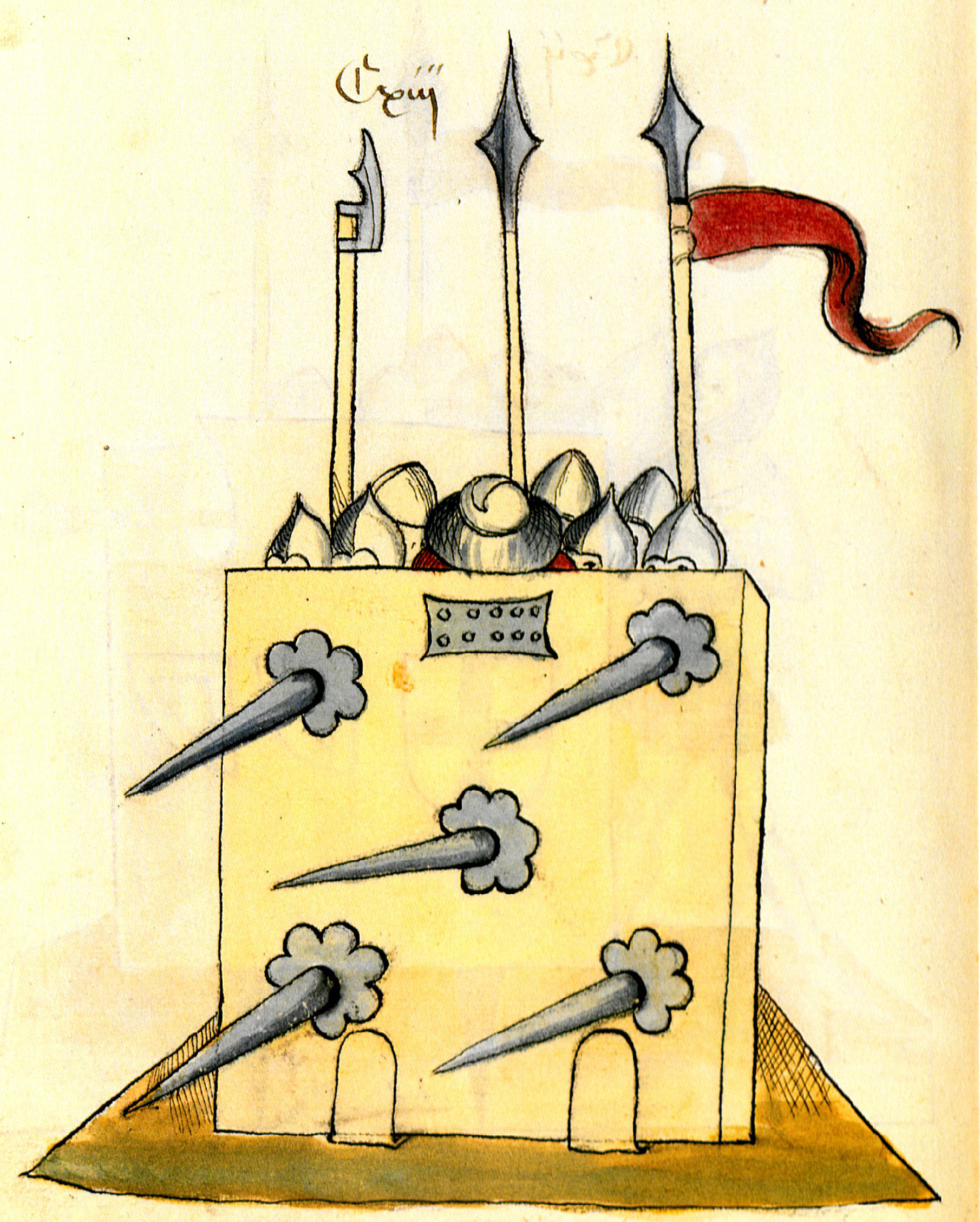
Protection avec un bouclier
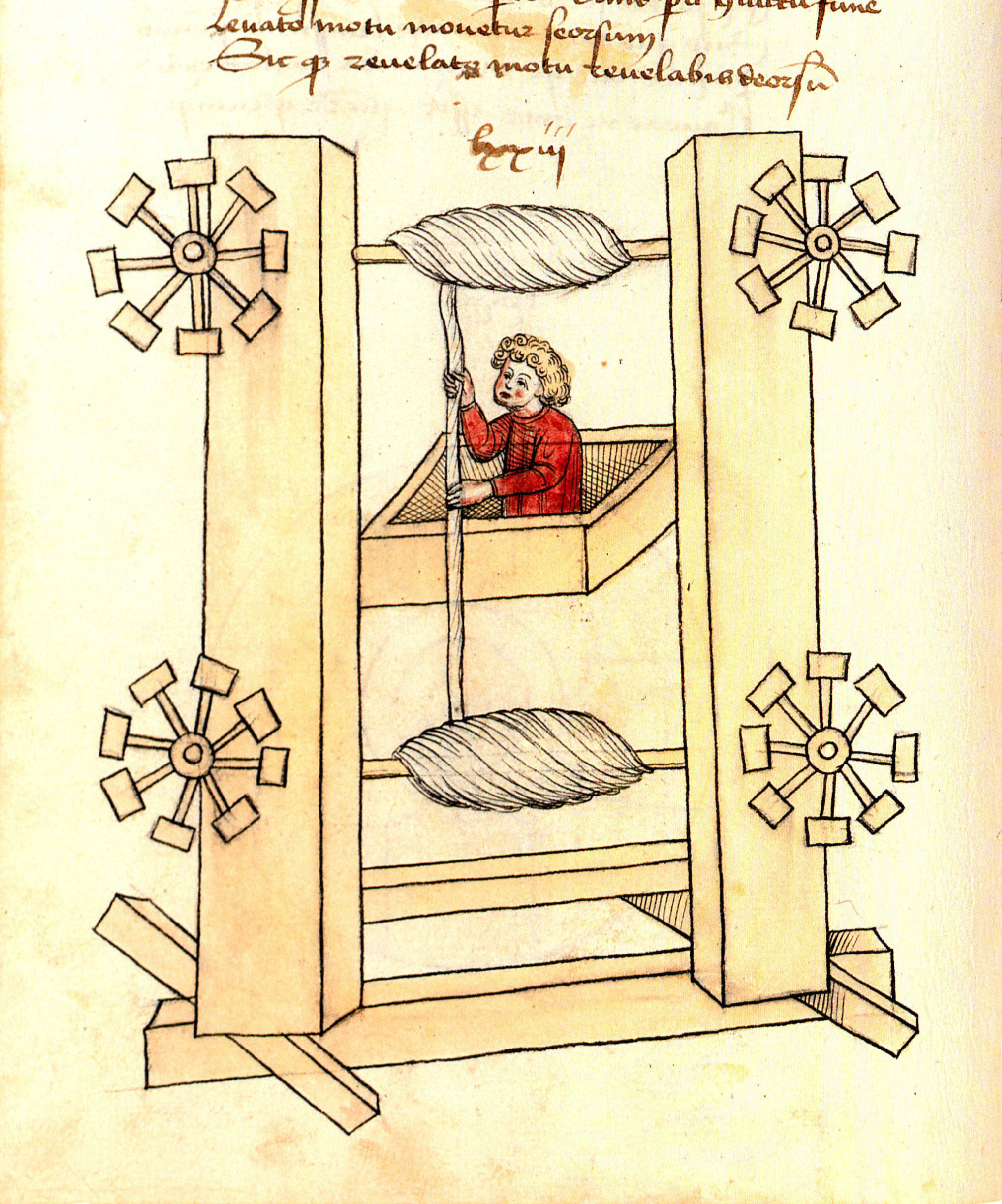
Ascenseur

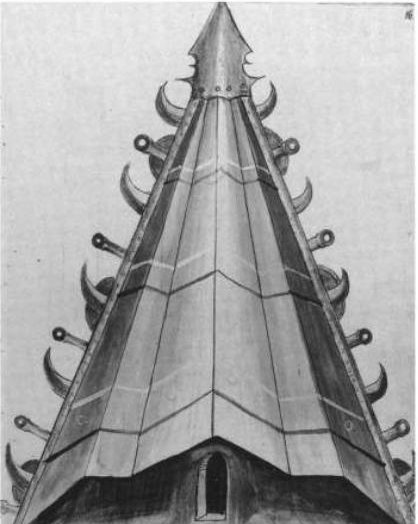
Un tank géant dont la paternité est attribuée à Alexandre le Grand (Bellifortis).

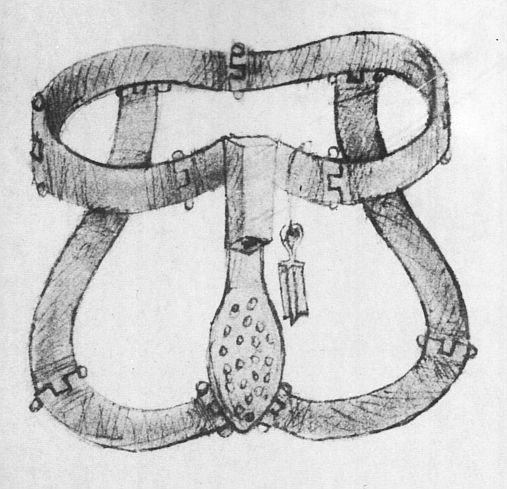
Ceinture de chasteté (vers 1405).

L’œuvre de Kyeser apparaît, non comme un traité, mais une anthologie, un recueil de machines, ce qu’au XVIe siècle on appellera un « Théâtre de machine ». Les manuscrits les plus complets se composent de dix livres qui traitent exactement les thèmes des encyclopédies byzantines, thèmes qui se retrouveront encore dans la lettre de Léonard de Vinci au prince Sforza en s’inscrivant dans la même tradition :
1. Les chars
2. Les engins de siège
3. Les machines hydrauliques
4. Les machines élévatoires
5. Les armes à feu
6. Les armes défensives
7. Les secrets merveilleux
8. Les feux pour la guerre
9. Les feux pour les fêtes
10. Les outils et les instruments de travail

Si en fait le contenu est proche de ses prédécesseurs allemands, l’œuvre se distingue par des illustrations mieux conçues et une matière plus abondante. D’après certains historiens allemands, il semble que les dessins qui ornent les manuscrits soient l’œuvre d’un illustrateur de missels de la région bohémienne.
Parmi les inventions présentes dans le Bellifortis, un appareillage de plongée décrite depuis le XIIe siècle jusqu'à Roger Bacon ou la première description connue d'une ceinture de chasteté.
À la tradition du Moyen Âge appartiennent encore de curieux exemples d’anthropomorphisme, machines à figure humaine, appareils étranges munis de bouches, dragons fantastiques. Keyser mêle en effet artes magicae et artes mechanicae, et son ouvrage propose de nombreuses applications de la magie aux arts de la guerre.
Mais le Bellifortis assure également la transition avec les générations suivantes : transformation de l’artillerie, armes plus maniables (premières armes à feu portatives), apparition de la hausse des pièces d'artillerie, apparition de mécanismes plus sophistiqués (machine à soulever, vérins, treuils, grues pivotantes et sans doute système bielle-manivelle…).